# Наталі Келлі
Наталі Келлі (англ. Nathalie Kelley; нар. 3 березня 1985, Ліма, Перу) — австралійська актриса перуанського походження, найбільш відома за ролями Ніли у фільмі «Потрійний форсаж: Токійський дрифт», Дені Альварес у серіалі ABC «Тіло як доказ», Грейс у серіалі Lifetime «Нереально», Сибіл у серіалі The CW «Щоденники вампіра» і Крістал Флоренс–Керрінгтон у серіалі «Династія»

## Життєпис
Наталі Келлі народилася в Лімі, Перу, від матері — перуанки і батька — аргентинця. У 2-річному віці разом із матір'ю переїхала до Сіднея, Австралія, де відвідувала Середню школу для дівчаток Північного Сіднея в районі Північний берег. Коли їй виповнилося 16 років, Келлі стала танцювати сальсу, щоб заробити грошей для отримання освіти.

## Кар'єра
Свою кар'єру розпочала 2005 році у серіалі «Усі жінки — відьми». У 2006 році, Келлі знялася у фільмі «Потрійний форсаж: Токійський дрифт». Кілька наступних років вона з'являлася в малих фільмах, а в 2011 році отримала другорядну роль у другому сезоні серіалу «Слідство по тілу». В 2015 році знімалась в серіалі «Нереально», у 2016—2017 виконувала роль Сибіл у серіалі «Щоденники Вампіра». У 2017 отримала роль Крістал Флорес-Керрінгтон в телесеріалі «Династія» (2017—2018), після першого сезону покинула телесеріал.

## Особисте життя
З 2016 по 2018 зустрічалась зі своїм колегою по «Щоденникам вампіра» Заком Рерігом.
29 квітня 2018 року вийшла заміж за Джордана Барроуза. 2020 року вони розлучились.

## Фільмографія
| Рік       | Українська назва                   | Оригінальна назва                               | Роль                      | Примітки                        |
| --------- | ---------------------------------- | ----------------------------------------------- | ------------------------- | ------------------------------- |
| 2005      | Усі жінки—відьми                   | Charmed                                         | Ніккі                     |                                 |
| 2006      | Потрійний форсаж: Токійський дрифт | The Fast and the Furious: Tokyo Drift           | Ніла                      | Фільм                           |
| 2008      | Під кайфом                         | Loaded                                          | Ейпріл                    |                                 |
| 2010      | Одинока зірка                      | Lone Star                                       | Софія                     | Епізод: «Reverse»               |
| 2011      | C.S.I.: Місце злочину              | CSI: Crime Scene Investigation                  | Моніка Гембл              | Епізод: «Hitting for the Cycle» |
| 2011      | Відвези мене додому                | Take Me Home Tonight                            | Бет                       |                                 |
| 2011      |                                    | Urban Explorer                                  | Люсія                     |                                 |
| 2011      |                                    | Losing Sam                                      | Сем                       |                                 |
| 2011—2012 | Слідство по тілу                   | Body of Proof                                   | Дені Альварес             | 10 епізодів                     |
| 2012      |                                    | The Man Who Shook the Hand of Vicente Fernandez | Енні                      |                                 |
| 2014      | Інфільтратори                      | Infiltrators                                    | Джин Крос                 |                                 |
| 2015      | Нереально                          | UnReal                                          | Грейс                     | Регулярна роль, 10 епізодів     |
| 2015      | Форсаж 7                           | Furious 7                                       | Ніла                      | Камео                           |
| 2016      |                                    | Mistresses                                      | Крістен                   |                                 |
| 2016—2017 | Щоденники вампіра                  | The Vampire Diaries                             | Сибіл                     | 11 епізодів                     |
| 2017—2018 | Династія                           | Dynasty                                         | Крістал Флорес Керрінгтон | Регулярна роль, 22 епізодів     |
| 2019      |                                    | In Like Flynn                                   | Зака                      | фільм                           |
| 2020      | Пекар і красуня                    | The Baker & the Beauty                          | Ноа Хамільтон             |                                 |